# Граница доверия
Граница доверия (англ. Trust boundary) — термин в информатике и информационной безопасности, описывающий переход гипотетического разграничения прав доступа или уровня доверия. Этот термин относится к любой чёткой границе, в пределах которой система доверяет всем своим подсистемам (включая передаваемые данные). Примером границы доверия может служить момент получения приложением повышенного уровня доступа (например, получение root прав). Граница доверия к данным проходит там, где данные начинают приходить из ненадежных или непроверенных источников, например, от внешних пользователей или сетевых портов.
Нарушение границ доверия — уязвимость программного обеспечения, когда приложение начинает доверять данным, приходящим из ненадёжного источника, широко известный пример такой уязвимости — ошибка Heartbleed в OpenSSL.